# Александер Дале Оен
Александер Дале Оен  (норв. Alexander Dale Oen, нар. 21 травня 1985 — пом. 30 квітня 2012) — норвезький плавець, олімпійський медаліст.

## Виступи на Олімпіадах
| Олімпіада  | Дисципліна                    | Місце |
| ---------- | ----------------------------- | ----- |
| Афіни 2004 | плавання на 100 метрів брасом | 21    |
| Пекін 2008 | плавання на 100 метрів брасом | 2     |
| Пекін 2008 | плавання на 200 метрів брасом | 17T   |